# ガリリアーノ原子力発電所
ガリリアーノ原子力発電所（Centrale elettronucleare Garigliano）は、南イタリアのカンパニア州セッサ・アウルンカにあった原子力発電所。それはガリリアーノ川にちなんで名付けられた。
150MWeの沸騰水型原子炉 (BWR) 1基からなり、1964年から1982年まで運転された。
1963年7月5日に最初の臨界となり、1964年1月1日に系統連系し、その年の7月1日より完全な商業運転を始めた。そして1982年3月1日に最終閉鎖された。

## 画像

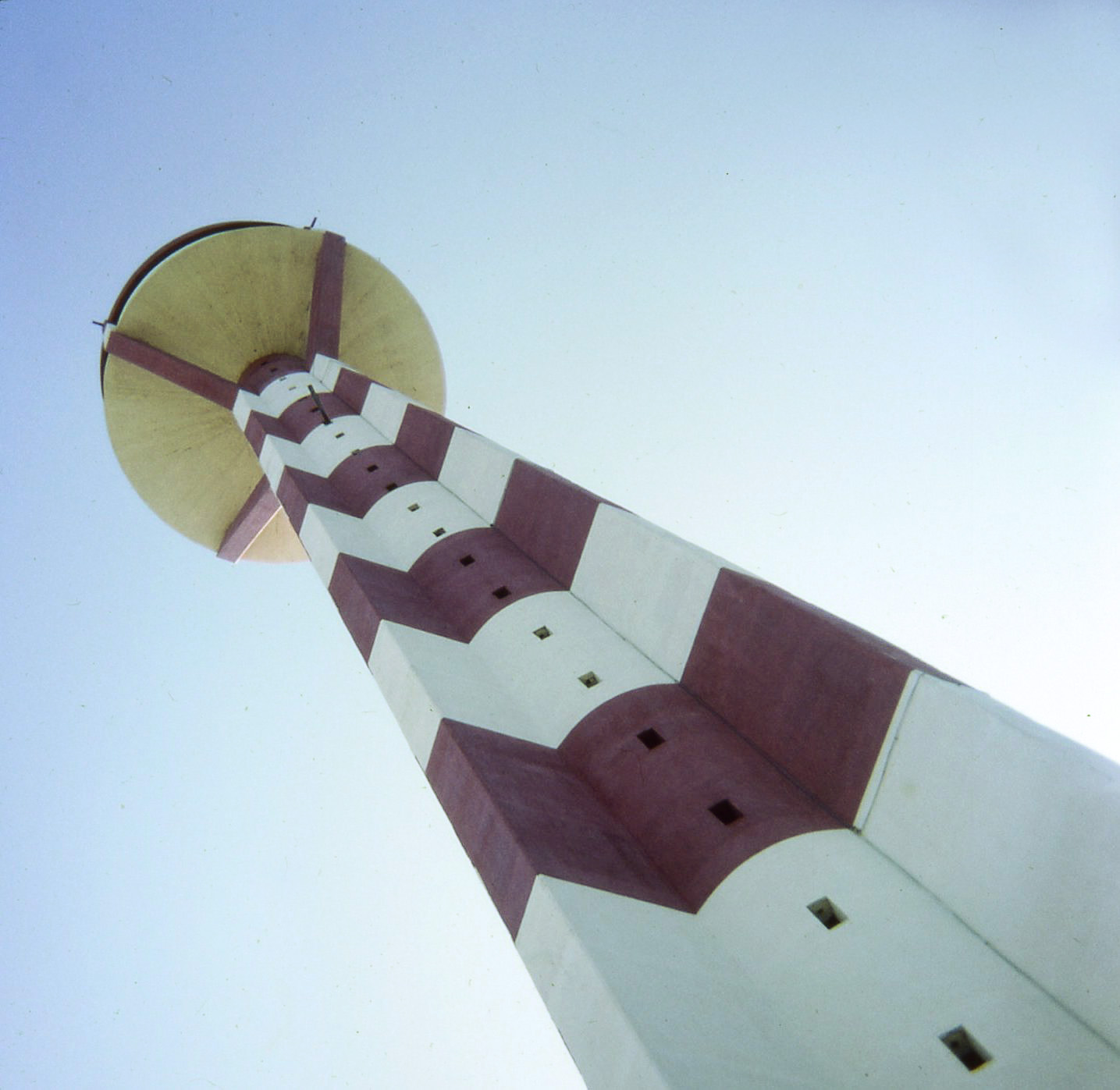
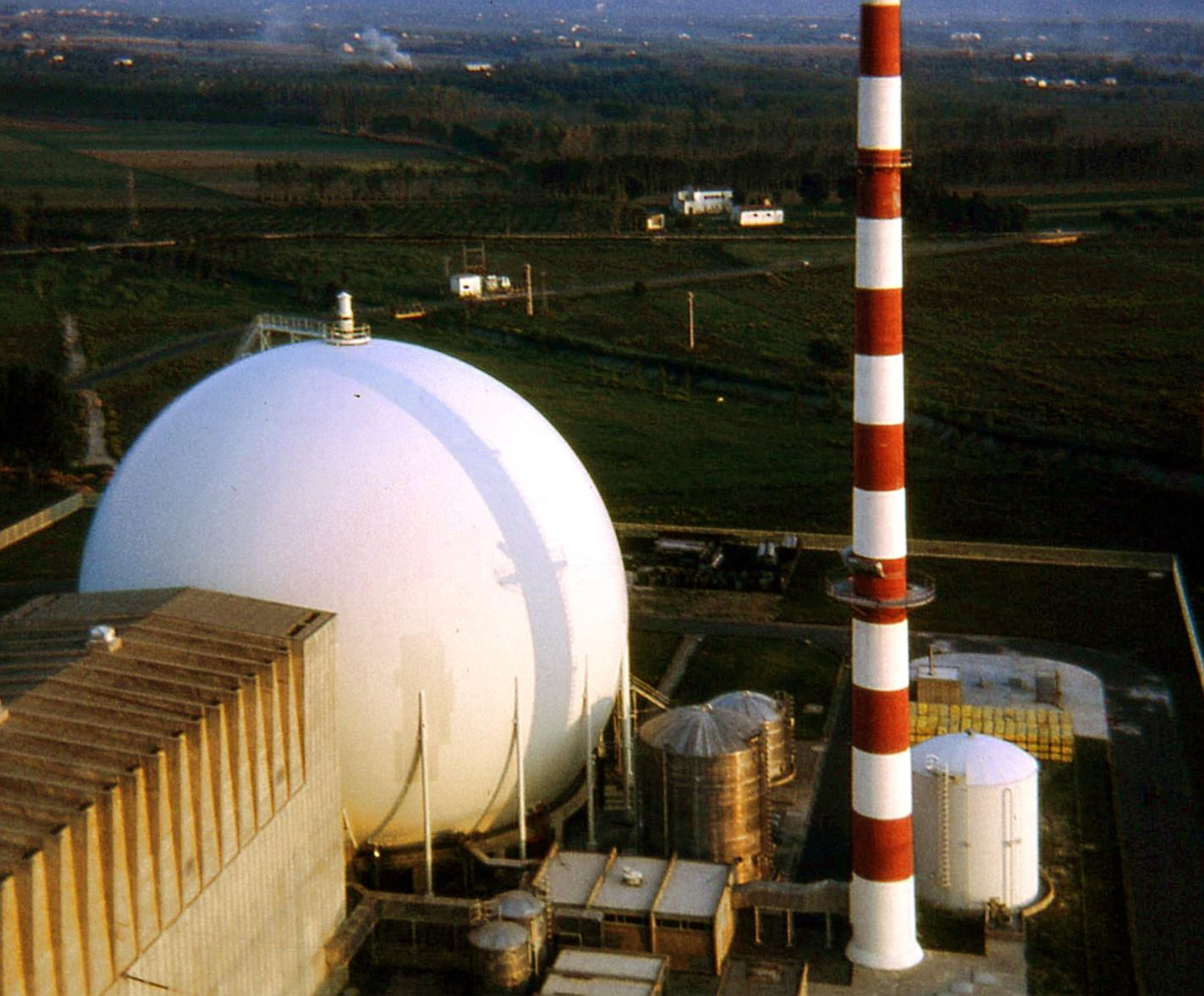
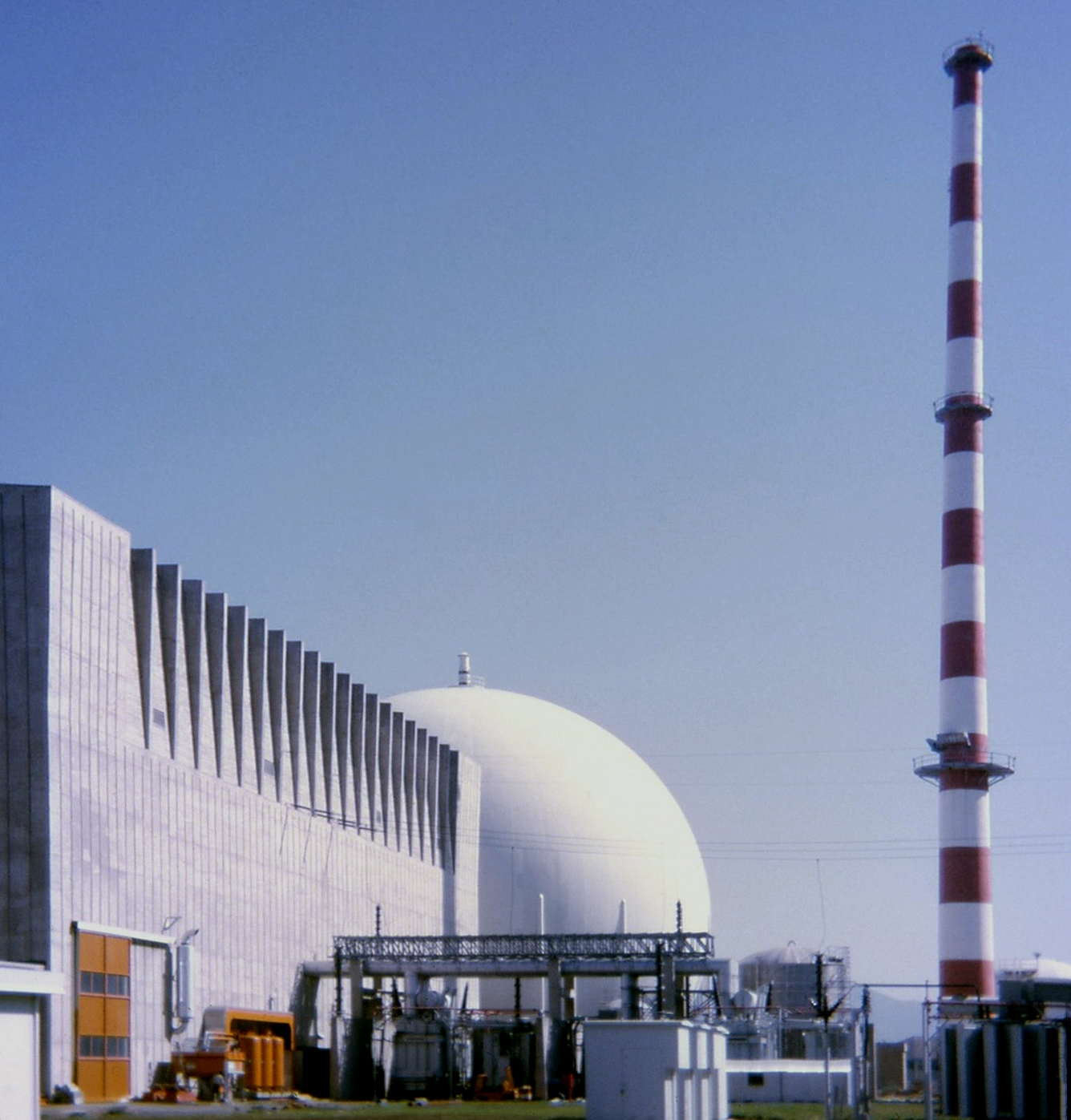

## 原子炉
| 原子炉                    | 原子炉形式 | 正味発電量 | 総発電量 | 建設開始      | 送電網同期   | 商業運転     | 停止         |
| ------------------------- | ---------- | ---------- | -------- | ------------- | ------------ | ------------ | ------------ |
| ガリリアーノ (Garigliano) | BWR        | 150 MW     | 160 MW   | 1959年11月1日 | 1964年1月1日 | 1964年6月1日 | 1982年3月1日 |

## 註
1. ↑  “PRIS - Reactor Details”.   IAEA (2020年8月22日). 2020年8月23日閲覧。